# Dagblad van het Noorden

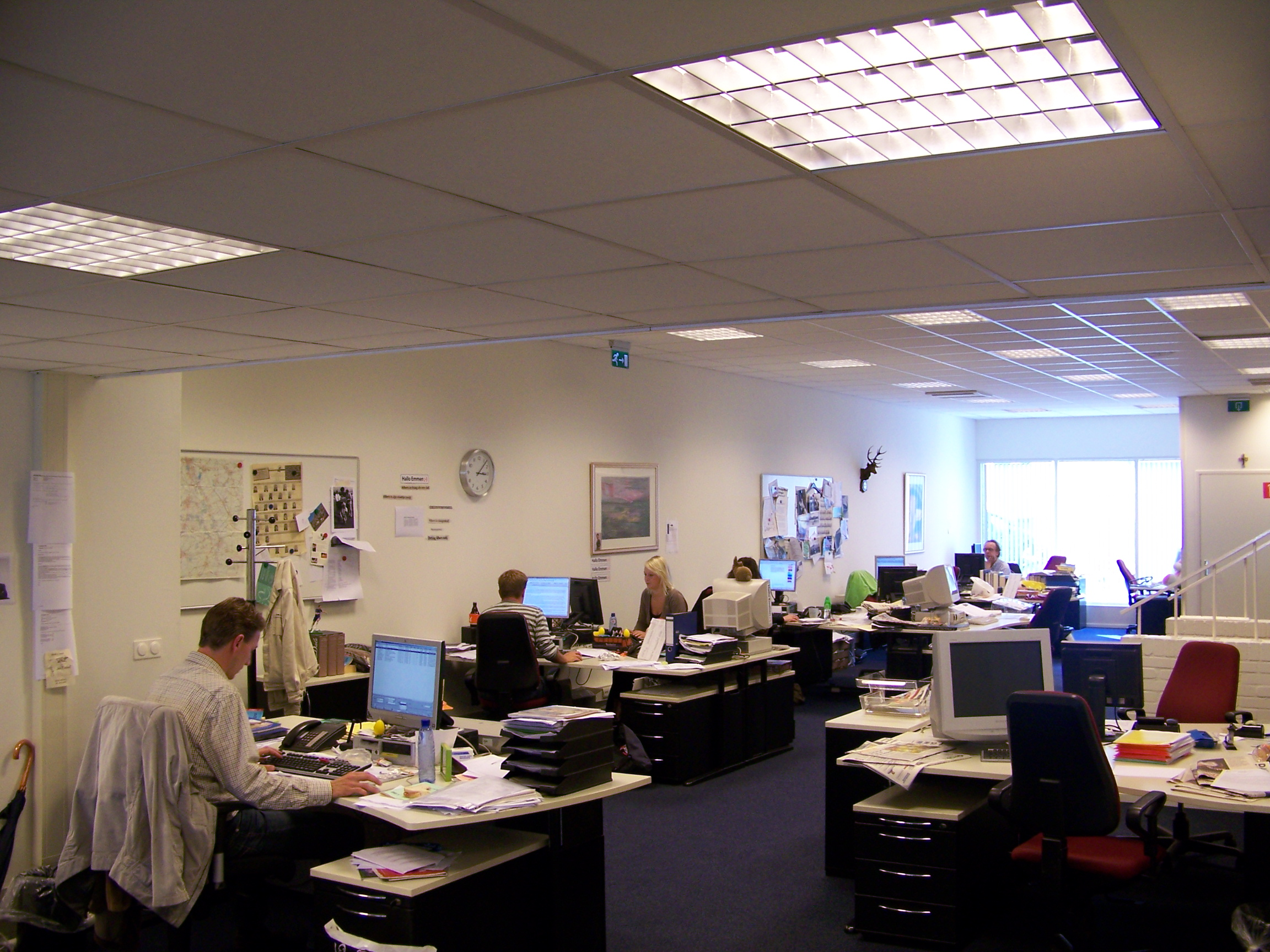
Redaktion Dagblad van het Noorden in Emmen

Das Dagblad van het Noorden ist eine niederländische Regionalzeitung mit Redaktionssitz in Groningen. Die Zeitung erscheint montags bis samstags im Tabloid-Format. Herausgeber ist die ebenfalls in Groningen beheimatete „Hazewinkel Pers BV“, die wiederum eine hundertprozentige Tochtergesellschaft der „NDC Holding BV“ ('Noordelijke Dagblad Combinatie') ist. Die bezahlte Auflage betrug im ersten Quartal 2008 134.303 (Print) und 15.281 (E-Zeitung) Exemplare. Chefredakteur ist Pieter Sijpersma.
Die Zeitung ist auf die Regionen Groningen und Drenthe ausgerichtet. Sie ging im April 2002 aus der Fusion des Nieuwsblad van het Noorden, dem Drentse Courant und dem Groninger Dagblad hervor.
Im März 2004 weitete die Zeitung ihre Lieferung auch auf das deutsche Grenzgebiet aus, um damit in Deutschland lebende Niederländer erreichen zu können.

## Rolle während der deutschen Besatzung
Das Nieuwsblad van het Noorden kam in die Kritik als das Buch Het Schandaal (Der Skandal) von Johan van Gelder im Jahr 2000 in den Niederlanden veröffentlicht wurde und das Verhältnis der Zeitung zu den deutschen Besatzern während des Zweiten Weltkrieges durchleuchtete. Die Enthüllungen im Buch standen im krassen Gegensatz zu den Darstellungen der beiden Inhaber, den Brüdern Nico und Jan Abraham Hazewinkel, die den Verdacht der Kollaboration mit den Nationalsozialisten stets von sich wiesen. 
Während der deutschen Besatzung mussten vom 'Dagblad', genau wie von vielen anderen niederländischen Tageszeitungen, antisemitische und pro-deutsche Artikel publiziert werden. Als man sich 1944 weigerte, einen Chefredakteur der NSB (Nationaal-Socialistische Beweging) – wegen ihrer nationalsozialistischen Ausrichtung zur Zeit der deutschen Besatzung zeitweise die einzige zugelassene Partei – zu akzeptieren, wurde ein Erscheinungsverbot ausgesprochen. Auf den Druckpressen wurde bis zum Ende der Besatzung die Deutsche Zeitung in den Niederlanden herausgegeben. Am 26. Januar 1946 erschien die Zeitung das erste Mal nach dem Krieg in einer Auflage von 35.000 Exemplaren.